# Comté de Kiowa (Colorado)
Pour les articles homonymes, voir Comté de Kiowa.
Le comté de Kiowa est un comté du Colorado. Son siège est Eads. Les autres municipalités du comté sont Haswell et Sheridan Lake.
Créé en 1889, le comté est nommé en référence à la tribu des Kiowas.

## Démographie
| 1890  | 1900 | 1910  | 1920  | 1930  | 1940  |
| ----- | ---- | ----- | ----- | ----- | ----- |
| 1 243 | 701  | 2 899 | 3 755 | 3 786 | 2 793 |

| 1950  | 1960  | 1970  | 1980  | 1990  | 2000  |
| ----- | ----- | ----- | ----- | ----- | ----- |
| 3 003 | 2 425 | 2 029 | 1 936 | 1 688 | 1 622 |

| 2010  | - | - | - | - | - |
| ----- | - | - | - | - | - |
| 1 398 | - | - | - | - | - |